# Rubrobacter spartanus
Rubrobacter spartanus es una especie de  bacteria grampositiva del género Rubrobacter. Fue descrita en el año 2017. Su etimología hace referencia a espartano. Es aerobia e inmóvil. Tiene un tamaño de 1 μm de largo. Crece de forma individual o en agregados. Forma colonias de color rosa claro tras 1 semana de incubación. Catalasa y oxidasa positivas. Temperatura de crecimiento entre 45-55 °C, óptima de 55 °C. Se ha aislado del suelo cerca del volcán Kilauea en Hawái, Estados Unidos.